# Paul Garner
Paul Garner (Edlington, 1º dicembre 1955) è un ex calciatore inglese, di ruolo difensore.

## Caratteristiche tecniche
Era un terzino sinistro.

## Carriera
Dopo aver giocato nelle giovanili dell'Huddersfield Town esordisce nella prima squadra dei Terriers (e contestualmente anche tra i professionisti) nel 1972, all'età di 17 anni; nell'arco di un triennio, trascorso in terza divisione, segna in totale 2 reti in 96 partite di campionato; viene poi ceduto allo Sheffield Utd, con cui nella stagione 1975-1976 gioca 25 partite in prima divisione.
Rimane in squadra anche dopo la retrocessione in seconda divisione delle Blades, guadagnandosi un posto da titolare che mantiene sostanzialmente per quasi un decennio, attraverso quattro diverse categorie: dopo la già citata stagione in prima divisione, infatti, gioca in seconda divisione dal 1976 al 1979, in terza divisione dal 1979 al 1981, in quarta divisione nella stagione 1981-1982 (in cui vince anche il campionato) e nuovamente in terza divisione dal 1982 al 1984, per un totale di 251 partite e 7 reti in incontri di campionato con il club, intervallate da un breve periodo in prestito al Gillingham, con cui nel 1983 gioca 5 partite in terza divisione.
Nell'estate del 1984, dopo una nuova promozione in seconda divisione dello Sheffield United, viene ceduto al Mansfield Town: con gli Stags vince il Football League Trophy nella stagione 1986-1987 (giocando anche da titolare nella finale) ed in cinque anni di permanenza (dal 1984 al 1989, anno in cui all'età di 34 anni si ritira) totalizza complessivamente 111 presenze e 8 reti in quarta divisione.
In carriera ha totalizzato complessivamente 463 presenze e 17 reti nei campionati della Football League.

## Palmarès

### Club

#### Competizioni nazionali
- Campionato inglese di quarta divisione: 1

Sheffield United: 981-1982
- Football League Trophy: 1

Mansfield Town: 1986-1987